# 中園友乃
中園 友乃（なかぞの ゆの、1985年2月6日- ）は、青森県出身の女優。身長は158cm、血液型はO型。特技は砲丸投、趣味はバドミントン。元パーフィットプロダクション所属。

## 出演

### テレビ

#### 日本テレビ
- 芸恋リアル

#### TBS系列
- 中居正広の金曜日のスマたちへ
- 涙そうそう ミニドラマがまんがまん − 春江(15) 役
- 夢の扉 〜NEXT DOOR〜
- 今夜ひとりのベッドで − 滑川純子 役
- 月曜ゴールデン・人間再生・工場長 岡田岩児 − 里井美樹 役

#### フジテレビ系列
- 花嫁とパパ − 藤崎桃 役
- 金曜プレステージ 津軽海峡ミステリー航路6
- 金曜エンタテイメント 奥様は警視総監 − 吉野緑 役
- トップキャスター第3話 − 沢木正美 役
- 小悪魔な女になる方法

#### テレビ朝日
- 相棒 season5 第10話「名探偵登場」（2006年12月13日） − 井沢美亜 役
- 崖っぷちのエリー〜この世でいちばん大事な「カネ」の話（2010年7月） - ユカ 役
- 捜査地図の女 第2話（2012年10月） - 上野亜沙美 役

#### テレビ東京系列
- 水曜ミステリー9 銀座高級クラブママ青山みゆき〜女帝バトル殺人帳簿〜 − 絵里花 役
- SAMURAI CODE（2010年） - 秋山美希 役

### 映画
- 呪怨 黒い少女（2009年）

### 舞台
- 刻め、我ガ肌ニ君ノ息吹ヲ（2009年7月23日〜27日　アイピット目白）

### CM
- トヨタ自動車 マークX SAMURAI X PROJECT（2010年-2011年）
- GYAO! （2010年）

### その他
- realstyle.jpモデル